# John MacKenzie (horolezec)
John Morton MacKenzie (1856–1933) byl skotský horolezec a historicky první britský profesionální horský vůdce. Byl příslušníkem původního gaelského etnika ze západu Skotské vysočiny a Hebrid, celý svůj život prožil na ostrově Skye ve Vnitřních Hebridách. Se jménem Johna MacKenzie jsou mj. spjaty nespočetné horolezecké výstupy na vrcholy v pohoří Cuillin, včetně významných prvovýstupů.

## Stručný životopis
John MacKenzie pocházel z chudší vesnické rodiny tzv. crofterů (angl. výraz „crofter“ je označení drobných zemědělců či farmářů ve Skotsku). Narodil se v roce 1856 ve Sconseru, malé vesnici s přístavem na východním pobřeží ostrova Skye poblíž ústí Loch Sligachan do Raasayského průlivu Hebridského moře. Již jako malý chlapec začal pracovat jako průvodce turistů a výletníků, kteří se ubytovávali v hotelu ve Sligachanu. Vyhledávaným cílem návštěvníků Skye bylo zejména malebné jezero Loch Coruisk v Black Cuillin, které ve svém díle popsali proslulí britští spisovatelé 19. století, jako byli Walter Scott nebo básník Alfred Tenyson.

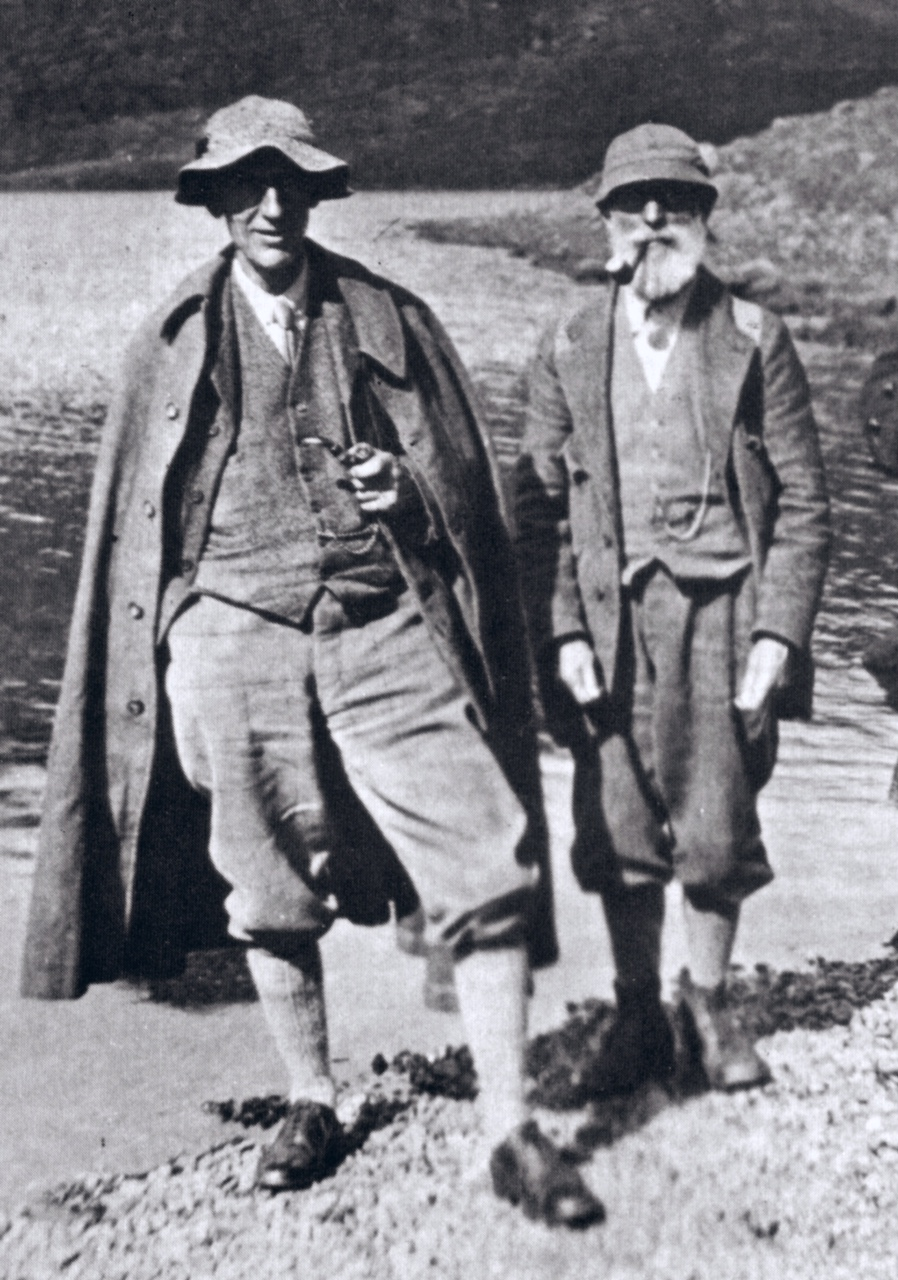
John Norman Collie a John MacKenzie v roce 1923

Svou horolezeckou kariéru započal John MacKenzie již v dětském věku.Traduje se, že vystoupil poblíž Sligachanu na nedalekou horu Sgùrr nan Gillean (966 m n. m.), když mu bylo sotva 10 let. Ve 14 letech společně s horolezcem Tribem uskutečnil prvovýstup na Sgùrr a' Ghreadaidh (973 m n. m.) v severní části Black Cuillin (Černý Cuillin). O čtyři roky později si spolu s Alexandrem Nicolsonem připsal prvovýstup na Sgùrr Dubh Mòr (944 m n. m.), nejvyšší vrchol horského hřebene The Dubhs Ridge, zvedajícího se nad západním břehem Loch Coruisk. V roce 1878 se odmítl zúčastnit výstupu bratří Pilkingtonů snadnější východní cestou na impozantní skalní věž v masívu Sgùrr Dearg, později nazvanou The Inaccessible Pinnacle (986 m n. m.). Na Inaccessible Pinnacle vystoupill John MacKenzie kratší obtížnější cestou sám až v roce 1881. Jinak během pěti desítek let svého aktivního horolezeckého života John MacKenzie nechyběl prakticky u žádného významného výstupu v pohoří Cuillin.
John MacKenzie se nikdy neoženil, žil ve společnosti svých dvou sester, neteře a synovce, na jejichž pozemku si v roce 1912 postavil za prostředky z průvodcovské činnosti vlastní dům.

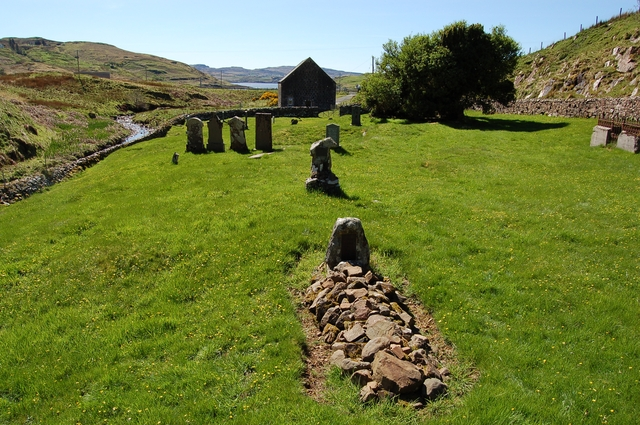
Hroby J. N. Collieho a Johna MacKenzie (uprostřed) ve Struanu

V roce 1886 se John MacKenzie setkal při společném výstupu na Am Basteir (934 m n. m.) s anglickým vědcem a amatérským horolezcem Johnem Normanem Collie a od té doby až do MacKenzieho smrti v roce 1933 trvalo jejich přátelství. Ve viktoriánské Británii bylo takové přátelství mezi prostým „Highlanderem“ a příslušníkem anglické vyšší třídy zcela unikátním jevem – J. Norman Collie již v 80. letech 19. století působil na University College London, později se stal na zdejším oddělení organické chemie profesorem a vedoucím vědeckým pracovníkem. Toto přátelství symbolicky uzavřelo přání J. Normana Collie, aby byl pohřben na stejném místě, jako John MacKenzie. Po smrti J. Normana Collie v roce 1942 se tak opravdu stalo, hroby obou horolezců se nacházejí poblíž sebe na malém hřbitově v Bracadale u Struanu na západě ostrova Skye.
Oba horolezci si připsali také společné lezecké úspěchy. V roce 1891 se jim podařilo překonat průrvu Tearlach-Dubh gap, nejobtížnější úsek hlavního hřebene Cuillin. V roce 1896 si připsali prvovýstup na horský štít Sgùrr Coir’ an Lochain (729 m n. m.), který se tyčí nad jezírkem Lochan severně od Sgùrr Alasdair (992 m n. m.), nejvyšší hory pohoří Cuillin, a který byl považován za poslední nezlezený vrchol ve Spojeném království. V roce 1906 se jim podařilo společně zdolat neobvyklý skalní útvar Cioch, který J. Norman Collie objevil o sedm let dříve v masívu Sron na Ciche poblíž Coire Laggan.

## Pomník ve Sligachanu
Po roce 2000 vznikla na ostrově Skye iniciativa za účelem získání prostředků na vytvoření pomníku horolezců J. MacKenzie a J. Normana Collie. Snaha o získání částky 320 000 liber byla podpořena veřejnou sbírkou. Bronzové sousoší Johna MacKenzie a Johna Normana Collie, vytvořené sochařem Stephenem Tinneyem, bylo odhaleno naproti sligachanskému hotelu dne 25. září 2020. Na památku obou horolezců odkazuje i pojmenování vrcholů v pohoří Cuillin. Po Johnu MacKenziem je pojmenován 941 metrů vysoký štít Sgùrr MhicChoinnich (v překladu z gaelštiny MacKenzieho štít), Collieho jméno nese Sgùrr Thormaid (Normanův štít).

## Galerie

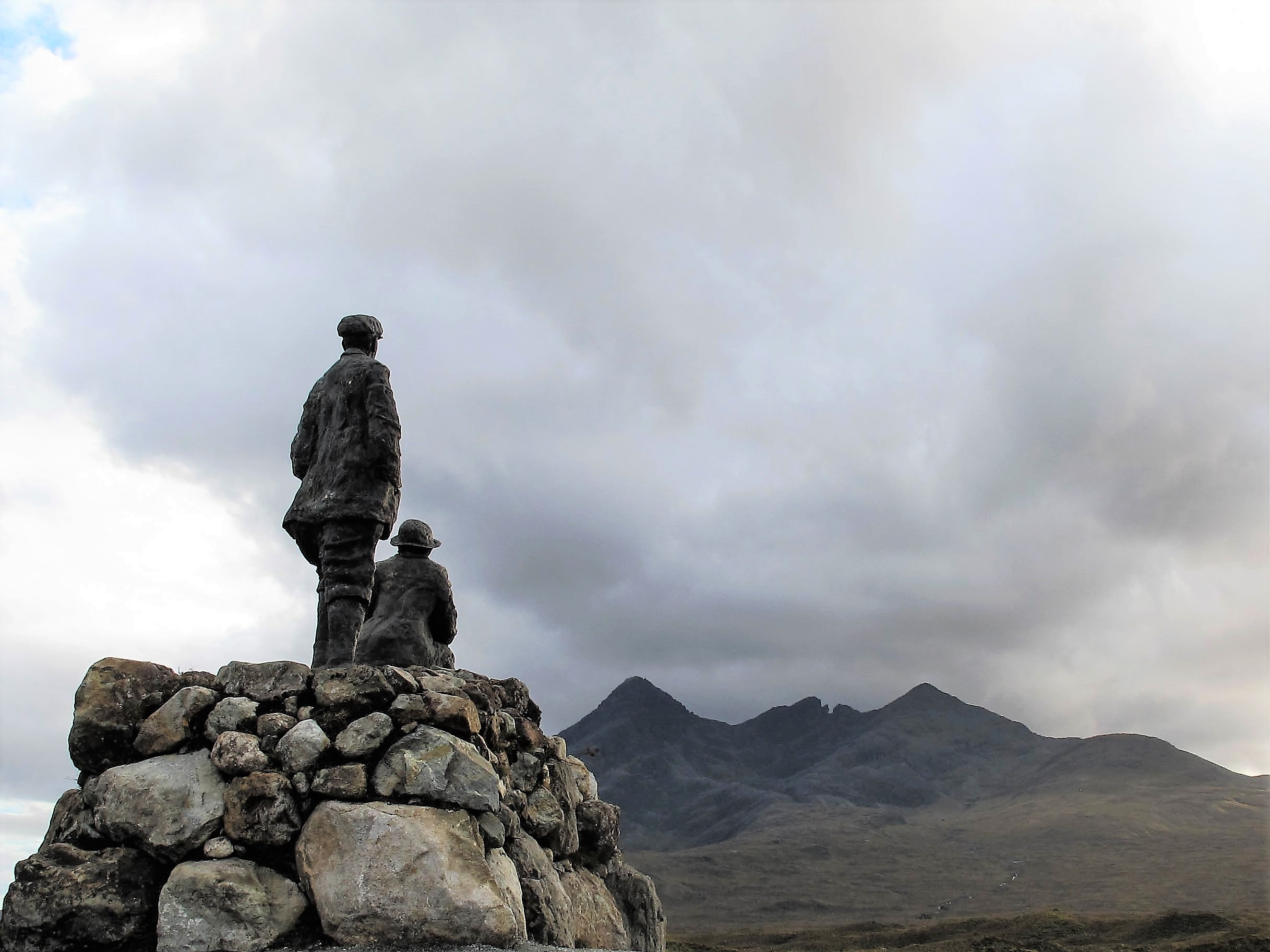
Sousoší Johna MacKenzie a J. N. Collieho, obrácené ke Sgùrr nan Gillean
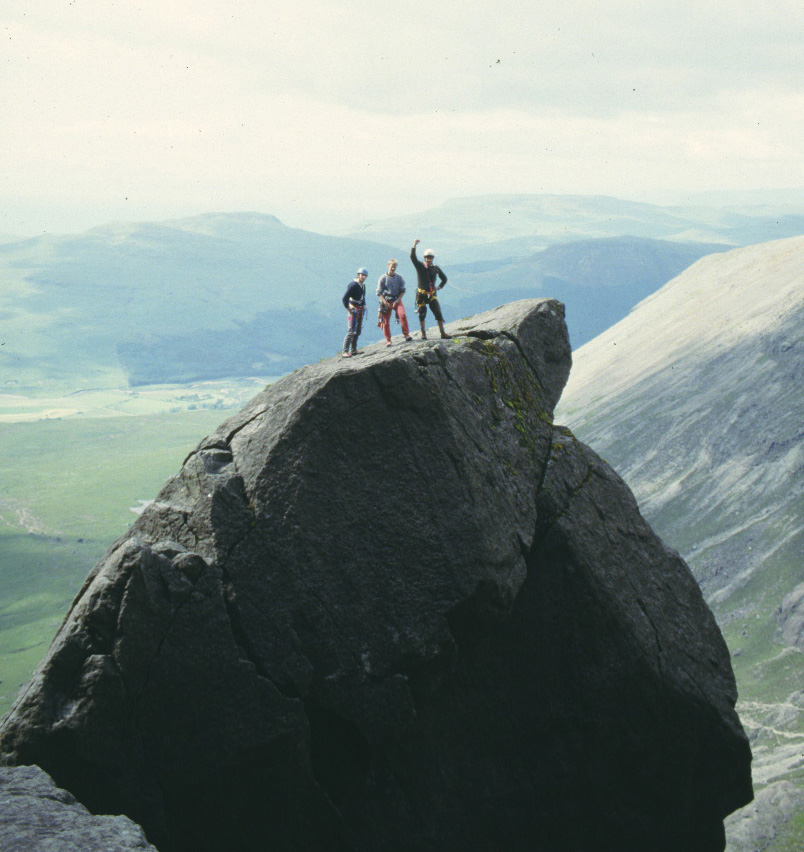
Skalní útvar Cioch
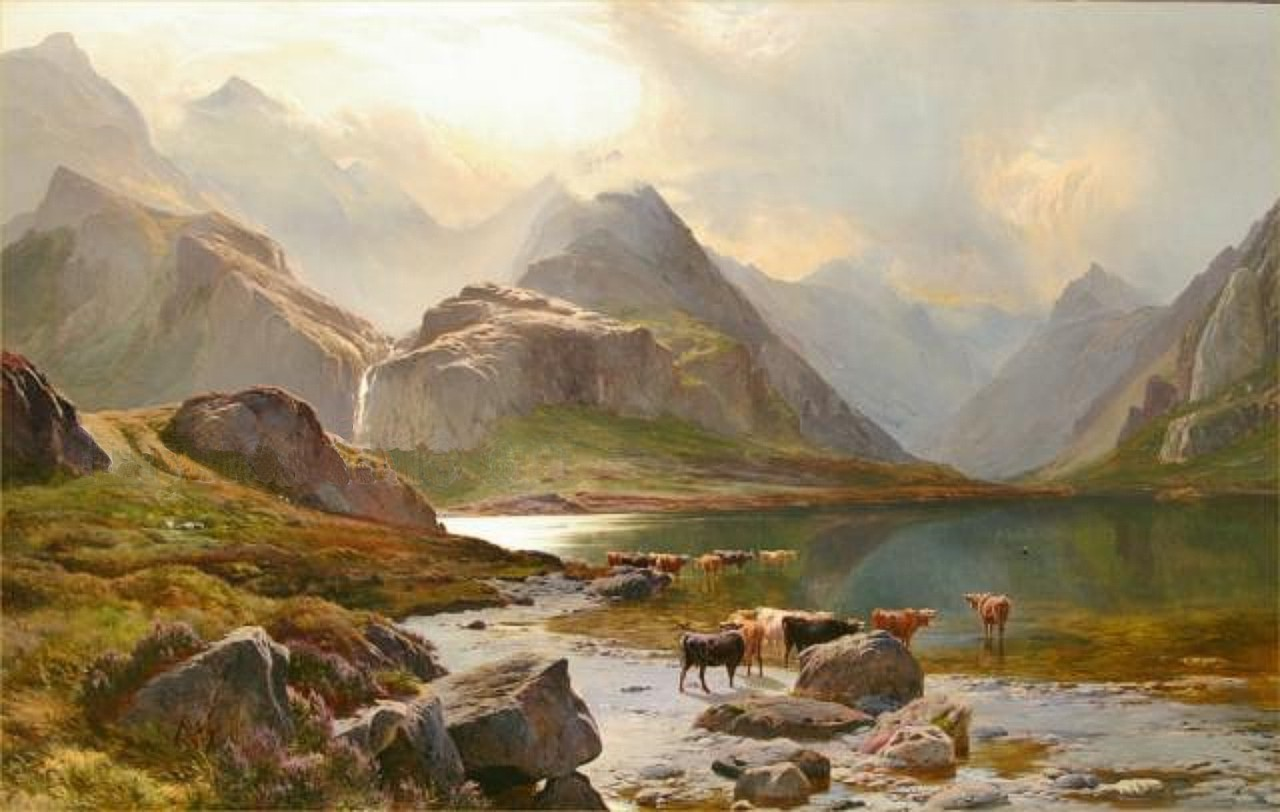
Romantický obraz Loch Coruisk z 19. století
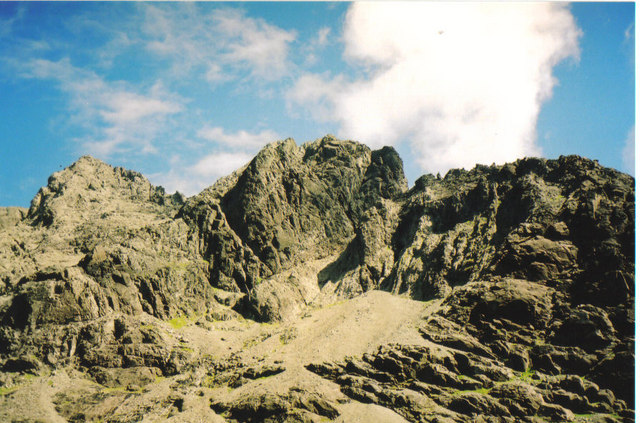
Sgùrr MhicChoinnich (MacKenzieho štít)
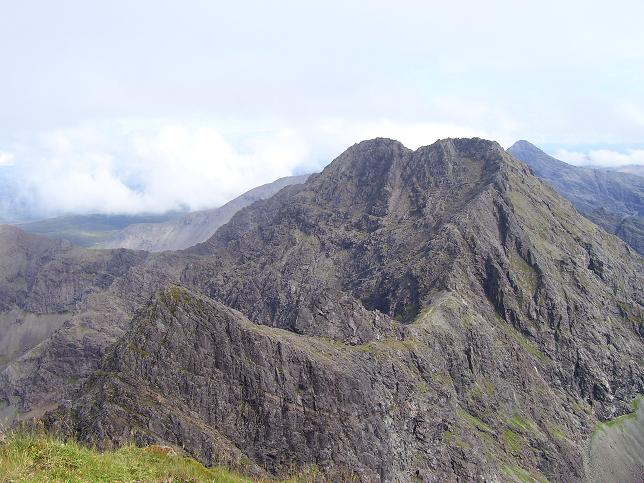
Sgùrr a' Ghreadaidh, na který vystoupil John MacKenzie jako 14letý
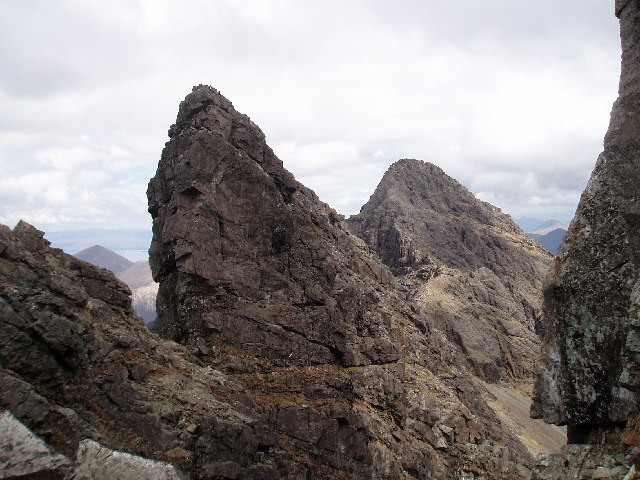
Vrcholové skály Am Basteir